# Heaven & Hell
Heaven & Hell — супергруппа, созданная в 2006 году бывшими музыкантами Black Sabbath — Ронни Джеймсом Дио, Винни Апписи, Тони Айомми и  Гизером Батлером (двое последних являлись на тот момент действующими участниками группы). По своей сути, группа являлась ранее существовавшим составом Black Sabbath, поскольку вышеупомянутые музыканты уже играли в таком составе в 1980—1982 и 1991—1992 годах (за исключением клавишника Джеффа Николса, вместо него клавишные партии исполнял Скотт Уоррен). Причиной смены названия стала проходившая в тот момент судебная тяжба между Осборном и Айомми на права владения маркой Black Sabbath.
Группа была образована после выхода сборника Black Sabbath: The Dio Years, когда Дио, Айомми и Батлер решили отыграть тур в его поддержку.
Это стало возможным благодаря тому, что у Оззи Осборна был намечен сольный тур на это время. Место барабанщика было предложено Биллу Уорду, но тот отказался. Тогда барабанщиком становится Винни Апписи, которому уже доводилось подменять Уорда.

## История
В октябре 2005 года Ронни Джеймс Дио в интервью программе «Masters of Rock» на BBC Radio 2 заявил, что он намеревается вновь сотрудничать с гитаристом Black Sabbath Тони Айомми. Дио также сообщил о том, что должны появиться две новые песни. А также проект Black Sabbath — The Dio Years. Ввиду судебной тяжбы между Осборном и Айомми на права владения маркой Black Sabbath последний выбрал для нового проекта название «Heaven & Hell» (по названию первого альбома Black Sabbath, записанного с Дио).
Билл Уорд (игравший в 1980 году на альбоме Heaven and Hell и половину турне в его поддержку) первоначально был заявлен как барабанщик группы, но отказался перед тем, как группа должна была записать три новых трека. Вместо Уорда был привлечён барабанщик Винни Апписи, заменивший Уорда в 1980 году и игравший в группе до 1982 года, а также во время возвращения Дио в группу в 1991—1992 годах.
В группе Heaven and Hell не был задействован клавишник Джефф Николс, игравший в Black Sabbath в 1979—2004 годах, и, в частности, во времена Дио. Вместо него в группе играл клавишник Dio Скотт Уоррен.
Турне Heaven & Hell было названо «Возвращением года» читателями журнала «Classic Rock».
В мае-июне 2009 года Heaven & Hell посетили Россию, выступив 30 и 31 мая в Москве, в клубе Б1 Maximum, и 1 июня в Санкт-Петербурге в Ледовом Дворце.
16 мая 2010 года в 7:45 утра по местному времени в клинике MD Anderson Cancer Center, Хьюстон, штат Техас, Ронни Джеймс Дио скончался от рака.. Тони Айомми, Гизер Батлер, Винни Апписи отдали дань уважения покойному вокалисту коллектива Ронни Джеймсу Дио на фестивале High Voltage, который прошёл 24 июля в Парке Виктория в Лондоне. Они вышли на сцену с гостевыми вокалистами. В выступлении приняли участие Йорн Ланде, Гленн Хьюз и Фил Ансельмо. Все доходы от этого выступления пошли в Фонд борьбы с раком Stand Up And Shout, основанный вдовой Дио - Вэнди.

## Состав
- Ронни Джеймс Дио — вокал
- Тони Айомми — гитара
- Гизер Батлер — бас
- Винни Апписи — ударные
- Скотт Уоррен — клавишные
- Билл Уорд — ударные (2006)

Музыканты, выступившие с группой 24 июля 2010 года на High Voltage Festival
- Гленн Хьюз — вокал
- Йорн Ланде — вокал
- Фил Ансельмо — вокал в песне «Neon Knights»

## Дискография
- 2007: Live from Radio City Music Hall (CD & DVD)
- 2009: The Devil You Know
- 2010: Neon Nights: 30 Years of Heaven & Hell